# کالچیربوران
کالچیربوران (به لاتین: Kalchirburan) یک منطقهٔ مسکونی در روسیه است که در باشقیرستان واقع شده‌است.